# Mesócris
Mesócris (em grego clássico: Mesochris) ou Caba (em egípcio: Khaba) foi um faraó da III dinastia do Reino Antigo.